# جواز سفر كوسوفو
جواز سفر كوسوفو هو وثيقة السفر التي يتم إصدارها لمواطني جمهورية كوسوفو بغرض تسهيل السفر الدولي وكذلك يعدّ كدليل على المواطنة.
منذ 31 أكتوبر 2011، بدأت سلطات كوسوفو بإصدار جواز سفر إلكتروني جديد.

البلدان والأقاليم التي لا تفرض تأشيرة أو تطلب تأشيرة دخول عند الوصول للجهة، لحاملي جواز سفر كوسوفو.